# Prosper Galerne
Prosper Galerne, né à Patay le 28 avril 1836 et mort à La Ferté-Alais le 31 août 1922, est un artiste peintre français.

## Biographie
Prosper Galerne est l'élève d'Eugène Lepoittevin, d'Alexandre Rapin et de Jean-Baptiste Henri Durand-Brager. Après une première exposition d'œuvres au salon de la Société des arts d'Orléans, en 1868, il expose régulièrement à Toulouse, au salon de l'Union artistique, et quasiment chaque année entre 1870 et 1912 au Salon, qui devient Salon des artistes français en 1880. Il expose également dans d'autres villes comme Blois, Honfleur ou Besançon. En 1870, la première œuvre qu'il présente au Salon est Les bords de la Seine à Colombes.
Au cours de sa carrière, il reçoit plusieurs récompenses au salon des Artistes français : une mention honorable en 1883, une médaille de 3e classe en 1887, une autre mention honorable en 1889. En 1893, il expose à Chicago avec son ami Frank Myers Boggs ; il y reçoit une médaille d'honneur.
Parfois apparenté à l'école de Barbizon, car il est paysagiste et peint d'après nature, ses sources d'inspiration sont cependant souvent éloignées des principaux peintres de cette école. Durant sa carrière il représente des paysages de différentes régions : Ile-de-France, Cotentin, Ardennes, Creuse, Vienne. Il excelle dans la représentation des bords de rivière, au coucher ou au lever du soleil : la Seine à Meudon, le Loir à Châteaudun (Eure-et-Loir), la Sédelle à Crozant (Creuse), La Meuse au nord de Charleville-Mézières (Ardennes). 
Prosper Galerne a longtemps habité Paris, dans la rue de Bourgogne ; au début du XXe siècle, il s'installe à La Ferté-Alais, où une rue honore sa mémoire. Il est inhumé dans le cimetière communal.

## Œuvres dans les collections publiques
La base Arcade permet d'identifier les principales œuvres de Prosper Galerne conservées dans les musées français, dont : 
- Beaune, musée des Beaux-Arts : Marine à Saint-Martin[5] ;
- Châteaudun, musée des Beaux-Arts et d'Histoire naturelle[6] :
  - Le château, vu de la Marinière, huile sur toile 100,8 × 141,8 cm ;
  - Le château de Châteaudun (vu de la Porte d'Abas), huile sur toile 156 × 109 cm, 1882 (inv. M.81.7)[7] ;
  - L'Aile de Longueville vue du quartier Saint-Jean, huile sur toile 24,4 × 29,5 cm ;
  - Vue du Loir à Marboué, huile sur toile 41,5 × 27,3 cm ;
  - Moulin sur le Loir, huile sur toile 37 × 54,5 cm ;
  - Le Château de Châteaudun vu des Fouleries, huile sur toile 45 × 62 cm.
- Coutances, musée Quesnel-Morinière : L'Anse Saint-Martin ;
- Meudon, musée d'Art et d'Histoire : La Seine au Bas-Meudon.
- Poitiers, musées de Poitiers : A Chauvigny.

Œuvres de Prosper Galerne
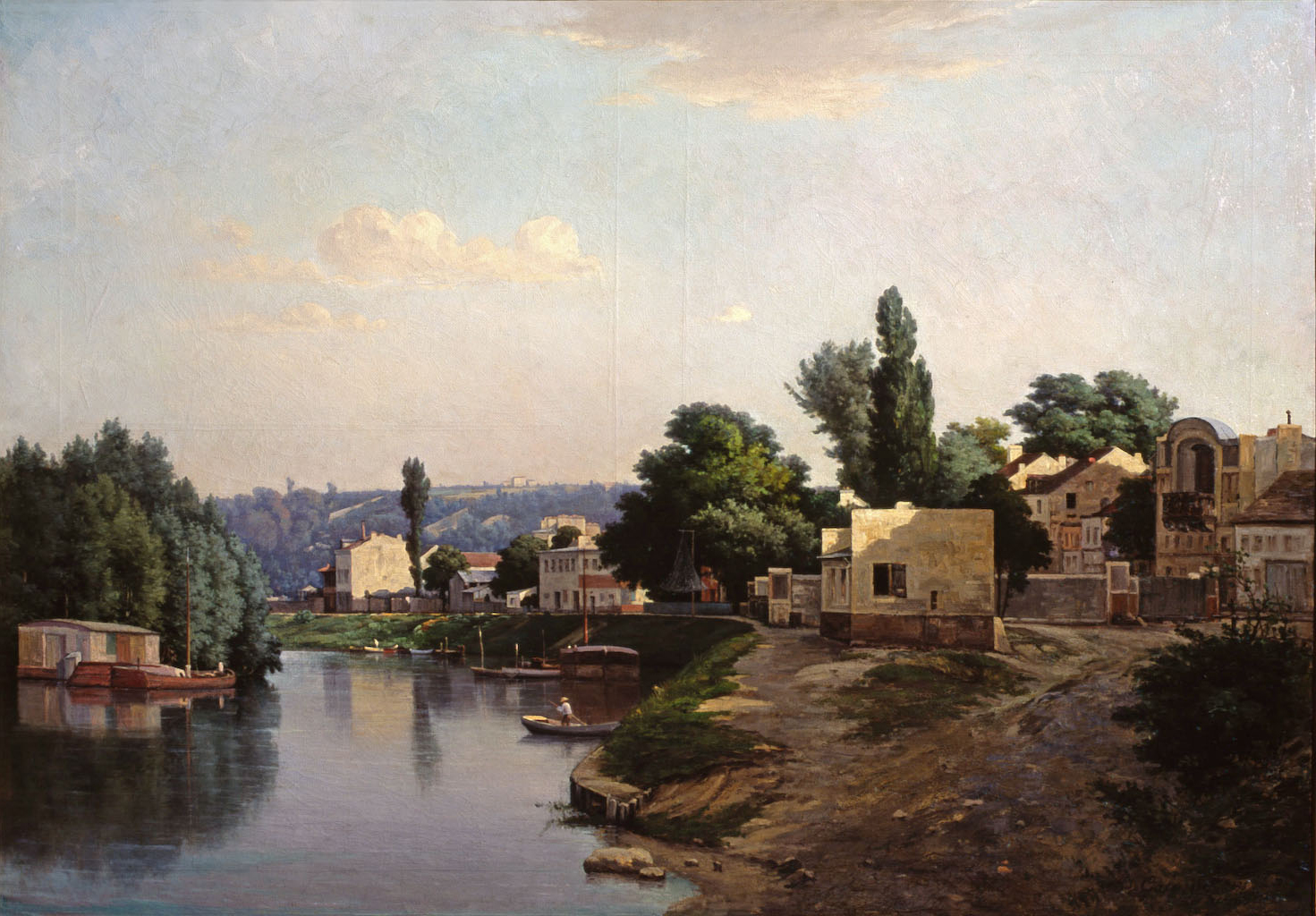
Centrer|La Seine au Bas-Meudon, 1878, musée de Meudon.
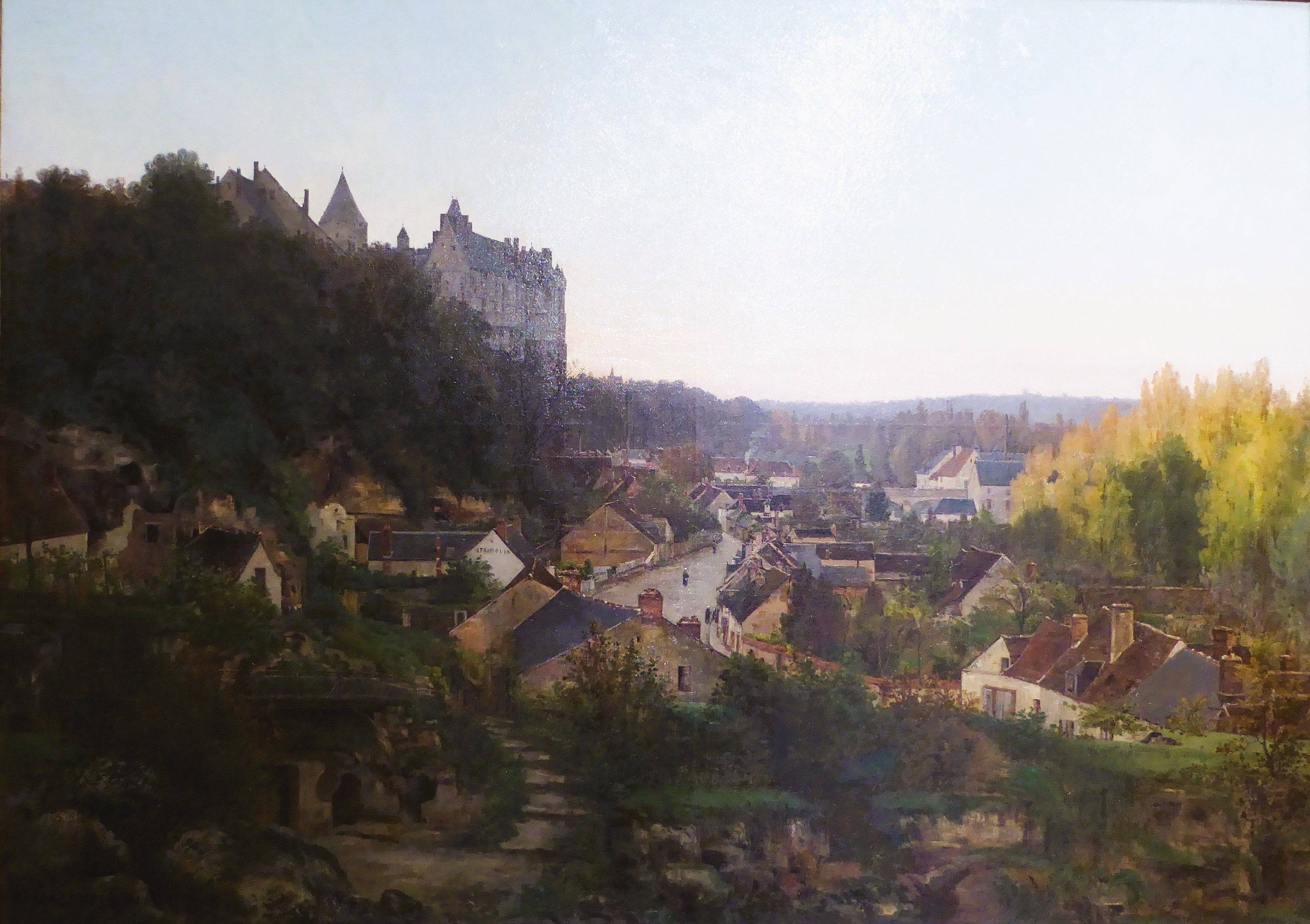
Château de Châteaudun vu de la Marinière, 1881, musée de Châteaudun.
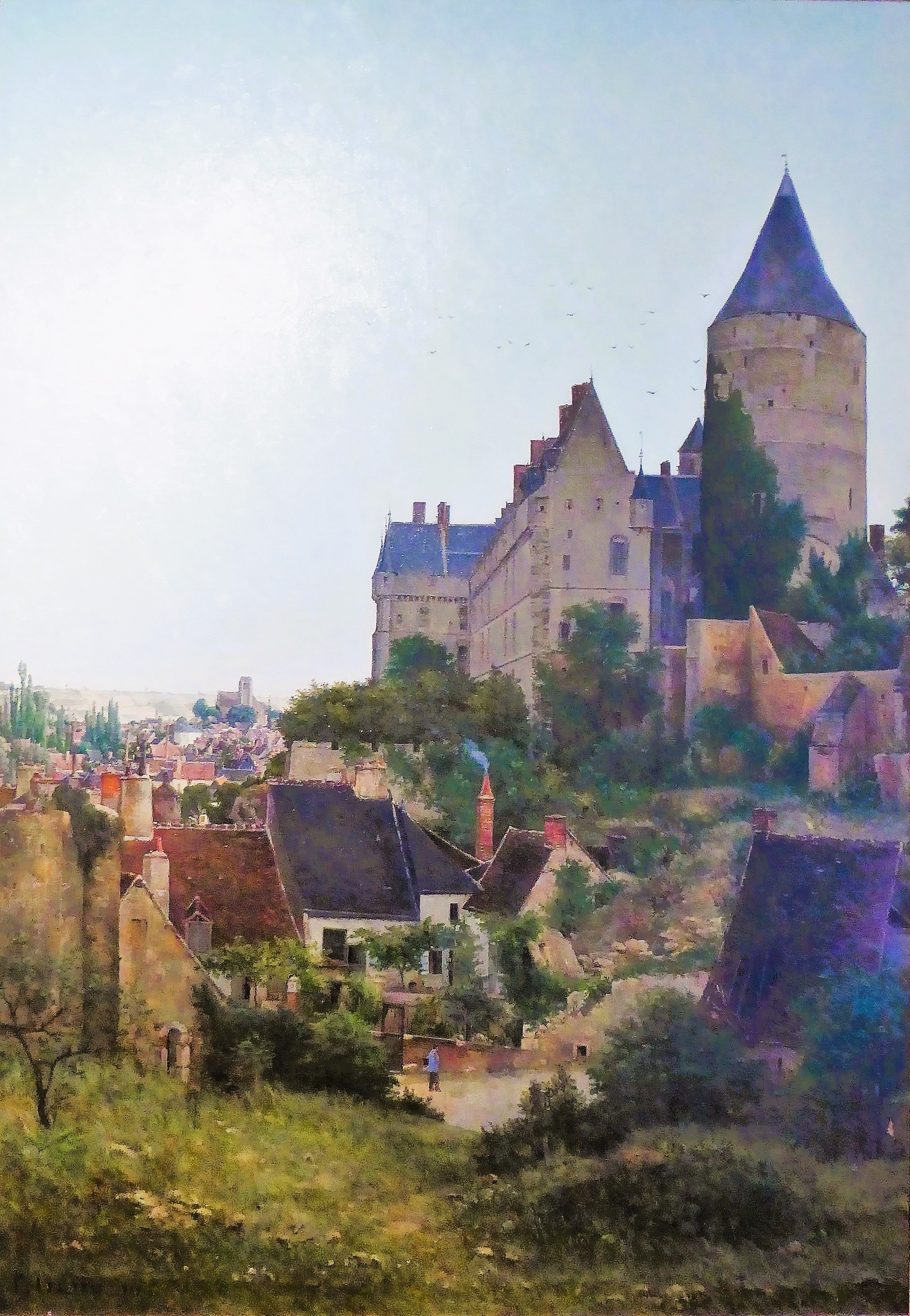
Château de Châteaudun, 1882.